# Pierre Félix Barthélemy David
Pierre Félix Barthélemy David est un négociant et administrateur colonial français né le 29 juin 1710 à Marseille et mort en 1795.

## Biographie
D'une famille de riches négociants marseillais, Pierre David est le fils du négociant Liliot-Antoine David (1682-1770), directeur de la Compagnie des Indes et chevalier de l'ordre de Saint-Michel, et d'Ursule Estoupan. Par sa mère, il est le parent des gouverneurs Estoupan de La Brüe, Blaise Estoupan de Saint-Jean et d'André Brue. Sa sœur épouse Jean-Baptiste Charles Bouvet de Lozier ; lui la fille de Charles Maurice du Chauffour. Il est le grand-père de Pierre David, Louis Pierre Alphonse et d'Auguste François-Marie de Colbert-Chabanais.
Suivant la voie familiale, il rentre au service de la Compagnie française des Indes orientales en 1729 et sert en tant que commis au Sénégal. Il devient le directeur de la Compagnie du Sénégal en 1738, direction qu'il assure jusqu'en 1746. Il devient alors gouverneur général des Mascareignes de 1747 à 1750 et gouverneur-général de l'Île de France pour la Compagnie des Indes de 1746 à 1753.

## Publications
- Journal d'un voiage fait en Bamboue en 1744 (1974)

## Sources
- Pierre Margry, "Pierre David et la Compagnie des Indes, de 1729 à 1752", in:Revue maritime et coloniale, tome XVIII, 71e livraison, Octobre 1866
- Paul Masson, Les Bouches-du-Rhône: encyclopédie départementale, Volume 2 ;Volume 4, Archives départementales des Bouches-du-Rhône, 1937
- Huguette Ly-Tio-Fane Pineo, Ile de France, 1747-1767: Port-Louis-Base Navale, Mahatma Gandhi Institute, 1999
- Maurice Besson, La tradition coloniale française, Gauthier-Villars, 1931